# Антонівська волость (Пирятинський повіт)
Антонівська волость — адміністративно-територіальна одиниця Пирятинського повіту Полтавської губернії з центром у селі Антонівка.
Станом на 1885 рік — складалася з 7 поселень, 16 сільських громад. Населення 9142 особи (4559 чоловічої статі та 4583 — жіночої), 1569 дворових господарств.
|                     | Площа, десятин | У тому числі орної, десятин |
| ------------------- | -------------- | --------------------------- |
| Сільських громад    | 10741          | 7666                        |
| Приватної власності | 6638           | 4229                        |
| Іншої власності     | 198            | 152                         |
| Загалом             | 17577          | 12047                       |

Основні поселення волості станом на 1885:
- Антонівка — колишнє державне та власницьке село при річці Удай за 20 верст від повітового міста, 2765 особи, 607 дворів, православна церква, школа, 5 постоялих будинків, 2 лавки, базари по неділях, 27 вітряних млинів, 10 маслобійних і винокурний заводи.
- Богдани — колишнє державне та власницьке село при сільському ставі, 877 осіб, 164 двори, православна церква, каплиця, постоялий будинок, 3 вітряних млини, крупорушка.
- Журавка — колишнє державне та власницьке містечко при річці Удай, 2405 осіб, 475 дворів, 2 православні церкви, єврейський молитовний будинок, 4 постоялих будинки, базари по неділях, 2 ярмарки на рік, 38 вітряних млинів, 20 маслобійних заводів.
- Мокіївка (Бессарабія) — колишнє державне та власницьке село при річці Удай, 473 особи, 109 дворів, православна церква, 7 вітряних млинів, 3 маслобійних заводи.
- Усівка — колишнє державне та власницьке село при річці Удай, 1272 особи, 222 двори, православна церква, постоялий будинок, 24 вітряних млини, 11 маслобійних заводів.